# 스푼 (소셜 네트워킹 서비스)
스푼(sfoon)은 2009년 11월에 오픈 베타를 통해 서비스를 시작한 마이크로 블로깅 서비스이자 실시간 검색을 지원하는 통합 소셜 네트워킹 서비스이다. 직접 가입하는 방법 외에 다른 방법은 지원하지 않고 있으며, 가입 시에는 이름, 아이디, 비밀번호와 이메일 외의 다른 개인 정보는 입력받지 않는다. 2011년 11월 11일 확인 결과 서비스가 지원되지 않고 있다.
웹, SMS, MMS, 메신저, 이메일 등 다양한 커뮤니케이션 수단을 이용하여 자신의 생각을 남기거나 주변 상황을 실시간으로 친구들에게 알릴 수 있다. 또 미투데이와 같이 일상 생활에서 벌어지는 다양한 상황에 대해 형식을 따지지 않는 아주 짧은 글들이 주로 올라오고, 이런 글들에 대해 리플(댓글)을 추가함으로써 활발한 쌍방향 소통이 이루어지게 된다. 상대방의 스푼을 서로 구독함으로써 친구 관계가 성립되고, 일상 생활 속 소소한 일들을 통해 소통하므로 회원간 관계를 상당히 쉽게 맺고 이를 유지하기 위해 덧글을 다는 등, SNS 성격이 풍부한 서비스이다.

## 스푼의 기능

### 마이크로 블로그 서비스
스푼은 마이크로 블로깅 플랫폼으로써 동영상이나 이미지를 첨부하고 태그를 달 수 있는 기능을 제공하며 미투데이와는 달리 글자 수에는 제한이 없다. 한번 쓴 글은 수정은 불가능하지만 삭제는 가능하다. 리플(댓글) 등을 이용, 쌍방향 소통이 가능하며 관심있는 기능은 포크를 클릭하여 모아두었다가 나중에 볼 수 있다. 웹 뿐만 아니라 SMS, 메신저 등의 다양한 수단을 통해 포스팅이 가능하다.

### 통합 소셜 네트워킹 서비스
통합 소셜 네트워킹 서비스이기도 한 스푼은 트위터, 미투데이, 플리커 등의 국내외의 다양한 소셜 네크워킹 서비스와, RSS 등의 다양한 서비스의 정보들 중에서 자신이 원하는 정보만 수집하여 모아 볼 수 있는 기능을 제공한다. 반대로 각 사이트로 자신의 게시물을 동시에 발송할 수 있으며 수집된 실시간 정보들을 통해 유용한 검색 결과를 얻어낼 수 있도록 실시간 검색 기능을 지원한다.

### 소셜 게임 서비스
- 노점왕 : 플레이어가 보유한 노점을 친구의 도시에 몰래 배치해서 돈[1]을 버는 게임이다. 상대에게 단속 당할 경우 노점과 수익을 빼앗기며 돈을 벌어 필요한 아이템을 구매하거나 다양한 노점을 이용하여 자신의 도시를 업그레이드 할 수 있다.